# Francisco de Bofarull
Francisco de Asís de Bofarull y Sans (Barcelona, 1843 – Barcelona, 1938), fue un archivero e historiador español.
Estudió la carrera de Derecho, que completó con los estudios en la Escuela Superior de Diplomática. Su padre fue Manuel de Bofarull y de Sartorio, archivero de la Corona de Aragón y al que sustituyó al fallecer (1893-1911). Formó parte de la junta directiva del Ateneo Barcelonés. En 1883 fue elegido académico de la Real Academia de las Buenas Letras de Barcelona, y correspondiente de la Real de Historia.

## Publicaciones destacadas
- Bibliología (1890)
- El Testamento de Ramon Llull (1899)
- Antigua Marina Catalana (1901)
- La heráldica en la filigrana del papel (1901)
- Los animales en las marcas del papel (1910)